# Orkhon
Pour les articles homonymes, voir Orkhon (homonymie).
L'Orkhon, ou Orhon (mongol cyrillique : Орхон гол, romanisation : Orkhon gol, lit. rivière Orkhon) est une rivière de Mongolie. C'est un affluent de la Selenga, cette dernière elle-même sous-affluent de l'Ienisseï russe par le lac Baïkal et l'Angara.

## Géographie
D'une longueur de 1 124 km, l'Orkhon draine un bassin versant de 132 835 kilomètres carrés. L'Orkhon est plus long que la Selenga, ce qui en fait le cours d'eau le plus long de Mongolie.
La rivière naît dans les monts Khangai, dans le sud-est de ce massif, sur le territoire de l'aïmag d'Arhangay et coule globalement en direction du nord-est, jusqu'à sa jonction en rive droite, à Sükhbaatar (capitale de l'aïmag du Selenge), à proximité de la frontière avec la Bouriatie (fédération de Russie) avec la Selenga tributaire principal du lac Baïkal.

## Affluents

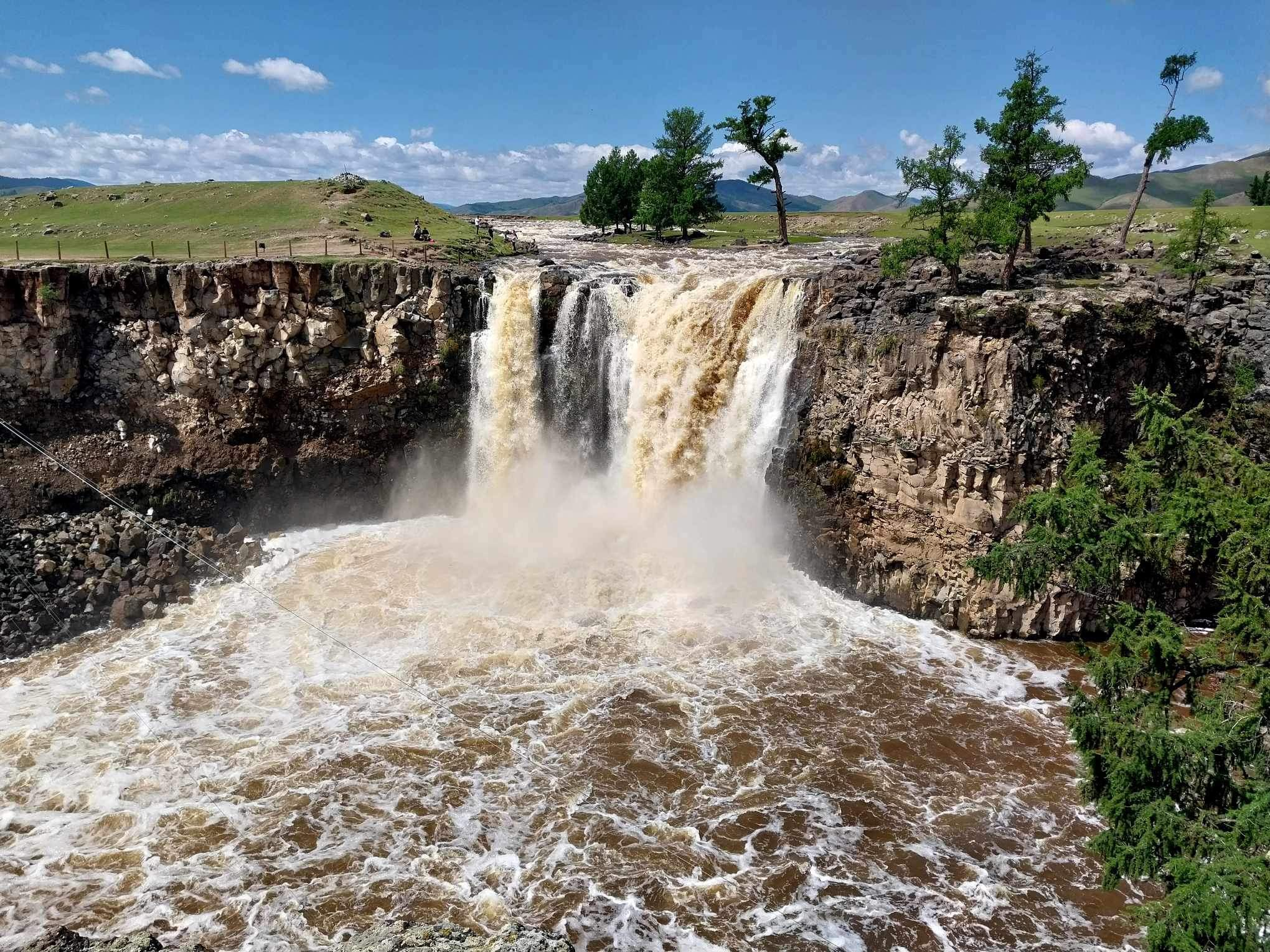
La chute d'eau de l'Ulaan Tsutgalan, un affluent de l'Orkhon

- La Toula qui baigne la capitale mongole Oulan-Bator.
- Le Tamir

L'un de ses affluents mineurs, l'Ulaan Tsutgalan, a formé en bordure de la steppe une chute d'eau de dix mètres de largeur et vingt mètres de hauteur. La rivière est poissonneuse. On y trouve des brochets, des carpes, des perches, des taimens de Sibérie et des poissons-chats.

## L'espace culturel de la vallée de l’Orkhon
La Vallée de l'Orkhon est inscrite au patrimoine mondial de l'UNESCO.
Une région d'environ 1 220 km2 a été délimitée par l'UNESCO pour son passé historique. Elle inclut le site de Karakorum, ancienne capitale de l'Empire mongol, et berceau de Gengis Khan.
Une autre série de ruines se trouvent dans la vallée : Khar Balgas, l'antique capitale de la période Khanat ouïghour.
Le scientifique Piotr Kouzmitch Kozlov a découvert plusieurs tombeaux impériaux hunniques dans la vallée de la rivière.
C'est dans cette vallée qu'ont été découvertes les inscriptions de l'Orkhon, datant du VIIe au Xe siècle et rédigées dans un alphabet spécifique pour transcrire le vieux-turc.

## Hydrométrie - Les débits mensuels à Sukhe Baator
L'Orkhon est un cours d'eau très irrégulier. Son débit a été observé pendant 7 ans (entre 1950 et 1957) à Sukhe Baator, ville située au niveau de son confluent avec la Selenga. 
À Sukhe Baator, le débit inter annuel moyen ou module observé sur cette période était de 96 m3/s pour une surface de drainage de 132 000 km2, soit la totalité du bassin versant de la rivière.
La lame d'eau écoulée dans ce bassin versant se monte ainsi à 22,9 millimètres par an, ce qui pourrait être considéré comme fort médiocre, mais est relativement abondant dans le contexte d'une Mongolie aride, voire désertique. 
Rivière alimentée en partie par la fonte des neiges, l'Orkhon est un cours d'eau de régime pluvio-nival qui présente deux saisons bien marquées. 
Les hautes eaux se déroulent du printemps au début de l'automne, du mois de mai au mois d'octobre, avec un double sommet : le premier en mai, le plus faible, correspond au dégel et à la fonte des neiges ; le second en juillet-août traduit les précipitations d'été parfois abondantes sur les hauts sommets du bassin. Au mois de novembre, le débit de la rivière baisse rapidement, ce qui mène directement à la période des basses eaux. Celle-ci a lieu de décembre à avril inclus et correspond à l'hiver et aux puissantes gelées qui s'étendent sur tout le pays. Mais la rivière conserve généralement durant la période des basses eaux un certain débit, souvent minime, il est vrai. 
Le débit moyen mensuel observé en février (minimum d'étiage) est de 2,86 m3/s, soit près de 90 fois moins que le débit moyen du mois de juillet (250 m3/s), ce qui témoigne de la très grande amplitude des variations saisonnières. Sur la durée d'observation de 7 ans, le débit mensuel minimal a été de 2,10 m3/s (février 1953), tandis que le débit mensuel maximal s'élevait à 488 m3/s (mai 1951).

## Galerie

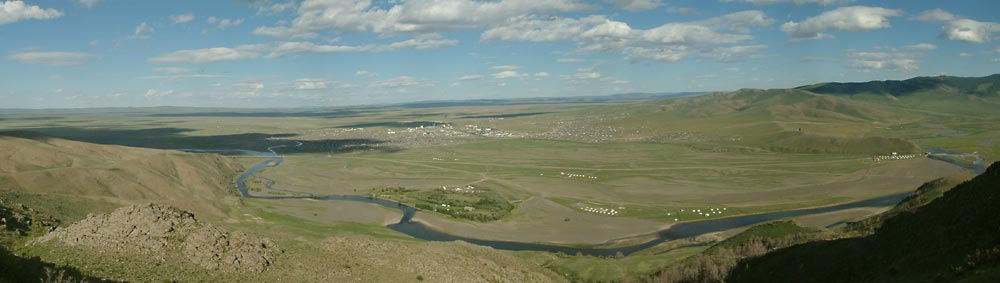
Panorama sur la vallée de l'Orkhon